# Wono Sari (Tanjung Morawa)
Wono Sari is een bestuurslaag in het regentschap Deli Serdang van de provincie Noord-Sumatra, Indonesië. Wono Sari telt 10.755 inwoners (volkstelling 2010).